# Bairdemys
Bairdemys is een geslacht van uitgestorven in zee levende schildpadden uit de familie Podocnemididae die tijdens het Laat-Oligoceen en Mioceen in het Caraïbische gebied leefden.

## Fossiele vondsten
Fossielen van Bairdemys zijn gevonden in Venezuela, Panama, Puerto Rico en de Amerikaanse staat South Carolina. Fossielen van B. thalassica zijn gevonden in een formatie die is afgezet in een open zee, terwijl de overige soorten bekend zijn uit kustgebieden zoals lagunes en estuaria. Het geslacht omvat zes beschreven soorten:
- B. healeyorum is de oudst bekende soort. Deze schildpad leefde tijdens het Laat-Oligoceen langs de zuidoostkust van de Verenigde Staten. In de Chandler Bridge-formatie in South Carolina is een bijna compleet schild, schedelfragmenten, een onderkaak en delen van de poten gevonden.[1]
- De typesoort B. hartsteini leefde ongeveer 20 miljoen jaar geleden. Op Puerto Rico is in de Cibao-formatie een schedel van 8 centimeter lang gevonden.[2]
- B. thalassica is bekend van een bijna complete schedel van ongeveer 14 miljoen jaar oud die is gevonden in de Capadare-formatie in de kuststaat Falcón van Venezuela.[3]
- B. sanchezi, B. venezuelensis en B. winklerae zijn bekend uit de Urumaco-formatie in Venezuela uit het Laat-Mioceen. Van B. venezuelensis zijn vier schedels van 10,5 tot 12 centimeter lang en schilden gevonden.[4] In de Urumaco-formatie zijn ook de fossielen van Stupendemys, een van de grootste schildpadden aller tijden, gevonden.

Een gedeeltelijke schedel van een nog naamloze soort is gevonden in de Alajuela-formatie in het bekken van het Panamakanaal. In de Curré-formatie in Costa Rica zijn delen van het schild gevonden. Van een mogelijk andere nieuwe soort is in de Castillo-formatie in Venezuela uit het Vroeg-Mioceen een schedel gevonden.

## Kenmerken
De vindplaatsen, het aspect van gevonden eierschalen en de bouw van de poten wijst op een mariene leefwijze. De kop van het opperarmbeen vertoont overeenkomsten met de echte zeeschildpadden en wijst op een zeer capabele zwemmer in grote wateren, waarbij de voorpoten als peddels fungeerden. De gecombineerde bouw van voor- en achterpoten lijkt het meest op die van de tweeklauwschildpad, een bewoner van rivieren en brakwatergebieden in Nieuw-Guinea en noordelijk Australië. Bairdemys voedde zich met dieren met een hard pantser zoals schelpdieren en schaaldieren. Het formaat varieerde tussen de soorten, waarbij B. venezuelensis met een schedellengte van 12 cm zo groot was als de arrauschildpad, een hedendaagse verwant. Bairdemys en zijn verwanten stierven in het Laat-Mioceen uit, mogelijk door concurrentie van de Carettini (de onechte karetschildpad, Kemps zeeschildpad en warana), die zich in deze periode ontwikkelden.